# Jonathan Losos
Jonathan B. Losos (* 7. Dezember 1961 in St. Louis, Missouri) ist ein US-amerikanischer Evolutionsbiologe und Herpetologe.

## Leben
Losos studierte an der Harvard University mit dem Bachelor-Abschluss in Biologie 1984 und wurde 1989 an der University of California, Berkeley, in Zoologie promoviert (Ecomorphological Adaptation in the Genus Anolis). Ab 1987 war er Teaching Assistant in Berkeley und ab 1990 als Post-Doktorand an der University of California, Davis. 1992 wurde er Assistant Professor, 1997 Associate Professor und 2001 Professor an der Washington University, an der er 2000 bis 2004 das Tyson Research Center leitete und 2003 bis 2005 dem Environmental Studies Program vorstand. Ab 2006 war er Professor in Harvard, wo er Monique and Philip Lehner Professor for the Study of Latin America und Professor für organismische und Evolutions-Biologie ist sowie Kurator für Herpetologie am Museum of Comparative Zoology.
Losos ist bekannt für die Erforschung der Mechanismen der Evolution (in Verbindung mit Ökologie, Verhaltensforschung) anhand der Echsen der rund 400 Arten umfassenden Gattung Anolis in der Karibik. Dabei konnte er unter anderem gute Beispiele evolutionärer Konvergenz studieren. Er unternahm mit den Echsen auch Freilandexperimente zur Evolution: Eine auf einer kleinen Insel ausgesetzte Art, in dem nur Gestrüpp mit kleinen Ästen vorhanden war, entwickelte nach mehreren Generationen im Mittel kleinere Beine.
Er ist Fellow der American Association for the Advancement of Science und sowohl der American Academy of Arts and Sciences (2012) als auch der National Academy of Sciences (2018) und der American Philosophical Society (2024). 1994 bis 1999 war er Packard Fellow und 2005 Guggenheim Fellow. 1991 erhielt er den Theodosius Dobzhansky Prize der Society for the Study of Evolution, 1998 den David Starr Jordan Preis, 2009 den Edward Osborne Wilson Naturalist Award der American Society of Naturalists und 2012 die Daniel Giraud Elliot Medal der National Academy of Sciences. 2016 wurde er Distinguished Herpetologist der The Herpetologists’ League. Für 2019 wurde ihm der Sewall Wright Award zugesprochen.
Er ist Mitglied des Komitees für Forschung und Exploration der National Geographic Society und schrieb unter anderem über seine Arbeit in einer Reihe in der New York Times.

## Schriften
- Improbable Destinies – Fate, Chance and the Future of Evolution, Riverhead Books 2017
- Herausgeber: The Princeton Guide to Evolution, Princeton UP 2013
- mit Robert E. Ricklefs (Hrsg.): The theory of island biogeography revisited, Princeton UP 2010
- Herausgeber: In the light of evolution: Essays from the laboratory and field. Roberts 2016
- Lizards in an evolutionary tree: Ecology and adaptive radiation of Anoles, University of California Press 2011
- mit Kenneth A. Mason, Susan R. Singer, Shelley Jansky, Tod Duncan: Biology, McGraw Hill Education 2016
- How Evolution shapes our Lives : Essays on Biology and Society. Mitherausgeber (zusammen mit Richard E. Lenski), Princeton, Oxford University Press, 2016, ISBN 978-0-691-17187-6
- mit Simon Levin u. a.: The Princeton Guide to Ecology, Princeton UP 2009
- Von der Savanne aufs Sofa: Eine Evolutionsgeschichte der Katze. Carl Hanser Verlag 2023